# Guy Endore
Samuel Guy Endore (4 juillet 1901, à Brooklyn (New York)  – 12 février 1970, à Los Angeles (Californie)), né Samuel Goldstein et également connu sous le nom de Harry Relis, est un romancier et scénariste américain. Au cours de sa carrière, il produit un large éventail de romans, de scénarios et de brochures, publiés et inédits. Auteur-culte des fans d'horreur, il est surtout connu pour son roman Le Loup-garou de Paris (1933), qui occupe une place importante dans la littérature sur les loups-garous, à l'instar d'un Dracula (1897) pour la littérature sur les vampires. Guy Endore est également connu pour son roman, ancré politiquement à gauche, sur la révolution haïtienne : Babouk (Babouk: The Story of A Slave). Il a été nommé à un Oscar du scénario pour Les Forçats de la gloire (The Story of G.I. Joe, 1945) et son roman Methinks the Lady... (1946) a servi de base au scénario de Ben Hecht pour Le Mystérieux Docteur Korvo (Whirlpool, 1949).

## Jeunesse et études
Guy Endore naît sous le nom de Samuel Goldstein à Brooklyn (New York). Il est fils d'Isidor et Malka Halpern Goldstein. Inventeur et investisseur de Pittsburgh, son père travaille dans les mines de charbon et a souvent du mal à joindre les deux bouts. Sa mère se suicide quand Guy Endore n'a quatre ans, probablement à cause des moyens de subsistance instables et souvent insuffisants de la famille. Isidor change le nom de la famille Goldstein pour s'appeler Endore dans une tentative de faire table rase du passé, et il place les enfants dans un orphelinat méthodiste. Pendant ce temps, Isidor vend une invention et imagine dans un rêve que sa défunte épouse souhaite que leurs enfants reçoivent une éducation européenne. Il les envoir donc à Vienne avec l'argent de la nouvelle aubaine. Les enfants vivent à Vienne pendant cinq ans sous la garde d'une gouvernante catholique, mais à la mort d'Isidor a disparu, alors que les fonds viennent à manquer, les enfants retournent à Pittsburgh pour y vivre ensemble.
Pendant son séjour, Guy Endore fréquente le Carnegie Technical Institute mais obtient sa licence (BA) en 1923 et sa maîtrise (MA) en 1925, tous deux en langues européennes, à l'Université Columbia. Selon son propre récit, il rassemble l'argent nécessaire pour y assister, louant même son lit à un étudiant plus riche pendant qu'il dort par terre. Il tente de poursuivre ses études de doctorat qu'il n'obtiendra pas.

## Écrivain
Le premier roman d'Endore s'intitule The Man From Limbo (1930), relatant la vie d'un diplômé universitaire pauvre obsédé par l'acquisition de richesses ; il est influencé par Robert Louis Stevenson.
Son œuvre la plus célèbre demeure Le Loup-garou de Paris (1933), une violente histoire d'horreur se déroulant pendant la guerre franco-prussienne et la Commune de Paris et inspirée de l'œuvre de Hanns Heinz Ewers, qu'Endore avait traduite. Le loup-garou de Paris est décrit par Brian Stableford comme « ayant le droit d'être considéré comme LE roman de loup-garou ». Guy Endore  écrit également ce que Stableford décrit comme « quelques histoires d'horreur notables », notamment The Day of the Dragon (1934), dans lequel une expérience scientifique ramène des dragons dans le monde contemporain et Lazarus Returns (1935), un conte ironique impliquant ce personnage biblique. Autre conte important d'Endore : Men of Iron (1940).
Après son travail de scénariste, Guy Endore a publie plusieurs autres romans policiers teintés de machinations freudiennes (Methinks the Lady..., Detour at Night) et renoue avec son amour pour l'histoire de France avec des romans biographiques sur Voltaire (Voltaire! Voltaire!, 1961), le Marquis de Sade (Satan's Saint, 1965) et Rousseau. Son seul autre succès littéraire populaire est venu avec King of Paris: A Novel (1956), d'après la vie d'Alexandre Dumas ; un best-seller devenu sélection du Book of the Month Club.

## Hollywood
Ses diplômes en poche, Guy Endore épouse Henrietta Portugal et, dans les années 1930, ils s'installent à Hollywood. Malgré son éventuelle mise sur liste noire, Guy Endore mène une carrière assez réussie à Hollywood, travaillant sur des scénarios ou des idées d'histoires pour de grands films de l'époque. Il se fait un nom dans le domaine surnaturel, avec des films tels que La Marque du vampire (Mark of the Vampire) et La Nuit du loup-garou (The Curse of the Werewolf, d'après son roman Le Loup-garou de Paris). Bien que tournés en dérision par la critique à l'époque, ses films acquièrent avec le temps le statut de films cultes.
Tout au long de sa carrière, Guy Endore développe une fascination pour l'hypnose et l'incapacité des personnages à contrôler leurs propres actions, centrant ses histoires sur des maladies surnaturelles telles que la lycanthropie et le contrôle mental. Les Mains d'Orlac (Mad Love), premier film américain de Peter Lorre, et adaptation du roman Les Mains d'Orlac de Maurice Renard, met en scène un homme qui, après un accident, se retrouve greffé des mains d'un meurtrier qui tente de poursuivre sa macabre carrière. Son roman Methinks The Lady..., qui a été adapté en film avec Gene Tierney, centré sur une femme affectée par un charlatan hypnotiseur. Même sa comédie avec Fred Astaire et Ginger Rogers, Amanda (Carefree), inclut toujours un personnage, interprété par Rogers, mis sous hypnose.
Guy Endore commence sa carrière de scénariste hollywoodien en 1935, avec l'histoire de  La Dernière Rumba (Rumba), un tremplin pour George Raft et Carole Lombard, qui se fera démolir par la critique du New York Times. Il travaille sur le scénario de La Marque du vampire (Mark of the Vampire) avec Bela Lugosi. Il a également écrit le traitement de 19 pages qui est finalement devenu Le Corbeau (The Raven), pour lequel il n'a pas été crédité. Un certain nombre d'autres films d'horreur ont suivi, entrecoupés de films plus grand public, notamment un nommé aux Oscars (Les Forçats de la gloire, The Story of GI Joe), un film de John Wayne (La Fille du péché, Lady from Louisiana) et Amanda (Carefree). Sa carrière à Hollywood s'achève en 1969 avec un téléfilm intitulé Le Miroir de la mort (Fear No Evil), dont il a écrit l'histoire. Il s'agissait du premier Film de la semaine télévisé américain et d'un succès d'audience, donnant lieu à une suite un an plus tard, Ritual of Evil (1970).

## Orientation politique à gauche
Alors étudiant à Columbia, Guy Endore est attiré vers la gauche politique par Whittaker Chambers, t un camarade d'études à l'époque, et par le monde difficile de la Grande Dépression dans lequel il vit. Il se décrit ouvertement comme opposé à la société de classes capitaliste et à l’impérialisme, dénonçant tous ses fondements racistes. Alors qu'il demeure à Hollywood, Guy Endore est interviewé à plusieurs reprises et écrit des articles pour plusieurs publications de gauche, notamment Black and White, The New York Clipper et New Masses.
Guy Endore est membre du Parti communiste à Hollywood. et fait l'objet d'une enquête de la part du Comité d'enquêtes sur les activités anti-américaines de la Chambre des représentants (HUAC) alors de sa recherche d'infiltration communiste dans l'industrie cinématographique. Il n'est cependant jamais convoqué devant un « comité de chasse aux sorcières » et ne passera pas de temps en prison. En raison de ses associations communistes, certains studios le mettent sur liste noire et il se doit de vendre ses scénarios sous le pseudonyme Harry Relis. (Relis est en fait le mari de la sœur aînée de la femme d'Endore.) Cependant, il reste provocateur, affirmant qu'il serait un échec en tant qu'être humain s'il n'était pas subversif à tout ce que représentait le HUAC. Après la publication du discours secret de Khrouchtchev Sur le culte de la personnalité et ses consequences (en russe « О культе личности и его последствиях », 1956), Guy Endore abandonne la lutte contre la liste noire quelques années seulement avant la réintégration de nombreux sympathisants de gauche dans l'industrie cinématographique, ce qui le jette dans l'oubli parmi les écrivains pro-communistes les plus éminents.
Guy Endore étudie Karl Marx et s'en inspire grandement. Comme le résume Joseph Ramsey, Endore « a appelé à "une nouvelle école de fiction historique marxiste", fondée sur « une étude de sources originales » afin de « fournir des armes révolutionnaires fiables et puissantes ». Guy Endore connaît cependant des difficultés pour produire des œuvres significatives de fiction de gauche et il se sent souvent résigné à composer ce qu'il pense vendre, surtout après l'échec public de Babouk, avec sa représentation plus explicitement sympathique de la révolution haïtienne. Guy Endore conserve son profond intérêt pour les sujets historiques tout au long de sa carrière.
Guy Endore présente de forts intérêts intellectuels et moraux pour le mysticisme, le yoga, le végétarisme, la théosophie et l'anti-vivisectionisme. Dans la section « À propos de l'auteur » qui conclut l'édition Pocket Books de 1941 du Loup-garou de Paris, il se décrit « dans une large mesure, un végétarien, un abstinent, un non-fumeur. En renonçant, à quelques exceptions près, à l'usage de viande, d'alcool et de tabac, je sens que j'ai ajouté au bonheur que je retire de la vie. » Il conclut : « En politique, je tends vers le communisme et l'établissement d'une société sans classes. ».

## Activisme

Deux adolescents en 1943 portant des costumes Zoot comme ceux associés à l'affaire du Sleepy Lagoon, précurseur des émeutes zazous (1943)

Bien que plus célèbre pour ses fictions, Endore était un activiste engagé, tentant de protéger par des mots ceux qui étaient maltraités par la culture et le système juridique américains et utilisant la littérature pour éclairer ce qu'il considérait comme des oublis historiques. Critique féroce, comme son amie Lillian Smith, de la ségrégation et de Jim Crow, Endore a écrit des brochures pour de nombreuses causes antiracistes, notamment « Le crime à Scottsboro » sur les Scottsboro Boys et leur procès ultérieur.
En 1942, Endore s'implique profondément dans la défense des personnes arrêtées dans l'affaire Sleepy Lagoon (également connue sous le nom de  Chicano Scottsboro), lorsque dix-sept adolescents mexicains sont incarcérés pour un meurtre. Bien qu'il y ait peu de preuves, une absence totale de témoins oculaires et aucune arme du crime trouvée, ils sont arrêtés dans une vague d'hystérie qui se propage dans les journaux de Los Angeles. Endore s'implique lorsqu'il examine l'affaire et est surpris du manque de preuves. Il rédige ensuite une brochure intitulée The Sleepy Lagoon Mystery, qui détaille les erreurs et les oublis impliqués dans l'affaire. Lors d'un discours à l'émission de radio Al Jarvis, Endore qualifie Sleepy Lagoon de « nom d'une honte qui devrait être sur la conscience de tout Américain honnête – et en particulier de toute personne honnête qui vit à Los Angeles – parce que nous avons permis que cela se produise. ici. » Pour amener ses lecteurs à sa façon de penser, Endore utilise des tactiques alarmistes, menaçant ses lecteurs que, s'ils permettaient que cela se produise, ils pourraient, en substance, être les prochains. Au cours de l'année suivante, il correspond souvent avec la défense, donne des interviews et prend la parole dans des émissions de radio pour tenter d'aider les adolescents. En fin de compte, ses tentatives sont un succès et, grâce aux informations exposées dans sa brochure et à un changement dans l'opinion commune, le verdict est cassé.
Guy Endore soutient des programmes non gouvernementaux de désintoxication et devient un fervent partisan de la Fondation Synanon, une commune controversée du sud de la Californie dédiée à la reformation et à la réhabilitation des toxicomanes et des alcooliques (plus tard, sous le nom d'Église de Synanon, elle lance son propre mouvement social utopique). Guy Endore compose des pamphlets et publie une histoire de la commune, Synanon. Il enseigne également l'écriture de fiction au Los Angeles People's Education Center, une émanation du CPUSA de la New York Workers School.

### Œuvres personnelles
- Casanova: His Known and Unknown Life (New York :  John Day, 1929, biographie)
- The Man from Limbo (New York :  Farrar & Rinehart, 1930)
- Le Loup-garou de Paris (New York: Farrar & Rinehart, 1933) (New York: Pocket Books, 1941)
- The Sword of God: Joan of Arc (Garden City Publishing Co. :  New York, 1933 biographie)
- Babouk, (New York : Vanguard Press, 1934) (Monthly Review: New York, 1991) préface de Jamaica Kincaid, postface de David Barry Gaspar et Michel-Rolph Trouillot[13]
- The Crime at Scottsboro (Hollywood Scottsboro Committee, 1938)
- The Sleepy Lagoon Mystery (Sleepy Lagoon Defense Committee, 1944)
- Methinks the Lady... (New York :  Duell, 1946) aka Nightmare (New York :  Dell, 1956)
- King of Paris: A Novel (Book-of-the-Month Club selection) (New York: Simon & Schuster, 1956)
- Detour at Night (Simon & Schuster, 1958)
- Detour Through Devon (Londres : Gollancz, 1959)
- Voltaire! Voltaire!: A Novel (New York : Simon & Schuster, 1961)
- The Heart and the Mind (W. H. Allen, 1962)
- Satan's Saint: A Novel About the Marquis De Sade (New York : Crown, 1965)
- Call Me Shakespeare: A Play in Two Acts (Dramatists Play Service, 1966)
- Synanon (New York : Doubleday, 1968)
- The Sleepy Lagoon Mystery (R & E Research Associates, 1972)

### Traductions
- Alraune (titre original : Alraune. Die Geschichte eines lebenden Wesens) de Hanns Heinz Ewers (John Day : New York, 1929)
- An Iceland Fisherman  (titre original : Pêcheur d'Islande) de Julien Viand (PA Norstedt, 1931)
- Alraune de Hanns H. Ewers, édité par R. Reginald et Douglas Menville (Arno, 1976)